# Stipa korshinskyi
Stipa korshinskyi là một loài thực vật có hoa trong họ Hòa thảo. Loài này được Roshev. miêu tả khoa học đầu tiên năm 1916.